# Ellen Goosenberg Kent
Ellen Goosenberg Kent é uma cineasta estadunidense. Venceu o Oscar de melhor documentário de curta-metragem na edição de 2015 pela realização da obra Crisis Hotline: Veterans Press 1, ao lado de Dana Perry.

## Filmografia
- And You Don't Stop: 30 Years of Hip-Hop (2004)
- I Have Tourette's but Tourette's Doesn't Have Me (2005)
- Alive Day Memories: Home from Iraq (2007)
- Crisis Hotline: Veterans Press 1 (2014)